# Вах, Курт
Курт Вах (нем. Curt Wach; 5 февраля 1906, Герсдорф — 18 июля 1974) — немецкий политик, член СЕПГ. Министр торговли и снабжения ГДР в 1953—1959 годах.

## Биография
Курт Вах родился в крестьянской семье, окончив народную школу, выучился на слесаря-механика. Работал по профессии, затем на бумажной фабрике и кирпичном заводе. В 1920 году вступил в Германский союз рабочих-металлистов. В 1927 году вступил в КПГ и входил в производственный совет на заводе Framo во Франкенберге. С 1928 года являлся инструктором КПГ в Хайнихене. Обучался в партийной школе КПГ в Тальгейме, работал там же референтом. С 1932 года занимал должность руководителя по политической работе в комитете КПГ в Ризе и входил в состав окружного комитета КПГ по Саксонии.
После прихода к власти национал-социалистов Вах участвовал в антифашистском движении. В мае 1933 года был арестован и в апреле 1934 года был приговорён Верховным судом земли в Дрездене к 21 месяцу тюремного заключения. Отбыл срок наказания в Вальдхаймской тюрьме, затем был отправлен в концентрационный лагерь Заксенбург. Вышел на свободу в 1936 году. Занимался лечебной практикой и работал токарем. В январе 1945 года подвергся очередному аресту, но в марте 1945 года ему удалось бежать.
В 1945—1946 годах Вах занимал должность бургомистра Хайнихена. В 1946 году вступил в СЕПГ и некоторое время являлся вторым секретарём Саксонского земельного комитета СЕПГ по Верхней Лужице. В 1946—1950 годах являлся депутатом районного собрания Диппольдисвальде, в 1950—1952 годах — первым председателем земельной комиссии государственного контроля в Бранденбурге, а в 1952—1953 годах возглавлял окружной совет Потсдама.
С февраля 1953 по июль 1959 года Курт Вах занимал должность министра торговли и снабжения ГДР и с ноября 1954 по декабрь 1958 года входил в состав президиума Совета министров ГДР. В 1959 году вышел в отставку по состоянию здоровья.